# Liste der Baudenkmäler in St. Lorenzen (Südtirol)
Die Liste der Baudenkmäler in St. Lorenzen (italienisch San Lorenzo di Sebato) enthält die 64 als Baudenkmäler ausgewiesenen Objekte auf dem Gebiet der Gemeinde St. Lorenzen in Südtirol.
Basis ist das im Internet einsehbare offizielle Verzeichnis der Baudenkmäler in Südtirol. Dabei kann es sich beispielsweise um Sakralbauten, Wohnhäuser, Bauernhöfe und Adelsansitze handeln. Die Reihenfolge in dieser Liste orientiert sich an der Bezeichnung, alternativ ist sie auch nach der Adresse oder dem Datum der Unterschutzstellung sortierbar.

## Liste
| Foto |                 | Bezeichnung                                                          | Standort                                         | Eintragung                   | Beschreibung | Metadaten                                                            |
| ---- | --------------- | -------------------------------------------------------------------- | ------------------------------------------------ | ---------------------------- | --- | -------------------------------------------------------------------- |
| ja   | Datei hochladen | Amtmannhaus ID: 17012                                                | 46° 47′ 6″ N, 11° 53′ 36″ O                      | 14. Okt. 1985 (BLR-LAB 5201) | Ländliches Wohnhaus/Bauernhof | KG: Sankt Lorenzen Bauparzelle: 113                                  |
| BW   | Datei hochladen | Ausluger ID: 50212                                                   | St. Martin 58 46° 46′ 33″ N, 11° 54′ 7″ O        | 7. März 1994 (BLR-LAB 1146)  | Ländliches Wohnhaus/Bauernhof | KG: Sankt Lorenzen Bauparzelle: 185/1                                |
| BW   | Datei hochladen | Außerpfaffenberg ID: 17036                                           | 46° 44′ 43″ N, 11° 53′ 2″ O                      | 14. Okt. 1985 (BLR-LAB 5201) | Ländliches Wohnhaus/Bauernhof | KG: Sankt Lorenzen Bauparzelle: 366                                  |
| ja   | Datei hochladen | Baumüller ID: 16992                                                  | 46° 46′ 20″ N, 11° 52′ 0″ O                      | 14. Okt. 1985 (BLR-LAB 5201) | Ländliches Wohnhaus/Bauernhof | KG: Montal Bauparzelle: 34                                           |
| ja   | Datei hochladen | Dreifaltigkeitskirche in Pflaurenz ID: 17014                         | 46° 46′ 53″ N, 11° 53′ 28″ O                     | 14. Okt. 1985 (BLR-LAB 5201) | Kirche | KG: Sankt Lorenzen Bauparzelle: 143                                  |
| BW   | Datei hochladen | Egerer Kreuzweg ID: 50457                                            | 46° 47′ 7″ N, 11° 54′ 40″ O                      | 4. Dez. 2006 (BLR-LAB 4477)  | vier Bildstöcke die anderen Bildstöcke befinden sich auf 46° 47′ 7,4″ N, 11° 54′ 24,2″ O, 46° 47′ 4,8″ N, 11° 54′ 16,1″ O und 46° 47′ 3,6″ N, 11° 54′ 10,8″ O. | KG: Sankt Lorenzen Bauparzelle: 546, 550, 552, 553                   |
| ja   | Datei hochladen | Gaderturn ID: 17038                                                  | 46° 46′ 20″ N, 11° 53′ 24″ O                     | 14. Okt. 1985 (BLR-LAB 5201) | Ansitz | KG: Sankt Lorenzen Bauparzelle: 393                                  |
| ja   | Datei hochladen | Gasthaus Maria Saalen ID: 17032                                      | Saalen 4 46° 45′ 56″ N, 11° 52′ 1″ O             | 14. Okt. 1985 (BLR-LAB 5201) | Gasthaus Gasthof Saaler Wirt | KG: Sankt Lorenzen Bauparzelle: 344/1                                |
| ja   | Datei hochladen | Gerichtshaus ID: 17006                                               | 46° 46′ 59″ N, 11° 54′ 10″ O                     | 28. Juli 1972 (MD)           | Ländliches Wohnhaus/Bauernhof | KG: Sankt Lorenzen Bauparzelle: 71, 72/1                             |
| ja   | Datei hochladen | Glurnhör (Hebenstreit) ID: 17023                                     | 46° 47′ 16″ N, 11° 53′ 22″ O                     | 14. Okt. 1985 (BLR-LAB 5201) | Ansitz | KG: Sankt Lorenzen Bauparzelle: 284                                  |
| BW   | Datei hochladen | Graspeinter ID: 17030                                                | 46° 47′ 17″ N, 11° 52′ 16″ O                     | 14. Okt. 1985 (BLR-LAB 5201) | Ländliches Wohnhaus/Bauernhof | KG: Sankt Lorenzen Bauparzelle: 317                                  |
| ja   | Datei hochladen | Happacher ID: 17004                                                  | 46° 46′ 57″ N, 11° 54′ 9″ O                      | 14. Okt. 1985 (BLR-LAB 5201) | Ländliches Wohnhaus/Bauernhof | KG: Sankt Lorenzen Bauparzelle: 57/1                                 |
| ja   | Datei hochladen | Heiligkreuz in Fronwies ID: 17020                                    | 46° 47′ 11″ N, 11° 54′ 37″ O                     | 14. Okt. 1985 (BLR-LAB 5201) | Kirche | KG: Sankt Lorenzen Bauparzelle: 213, 214/1                           |
| ja   | Datei hochladen | Hellweger ID: 17002                                                  | 46° 46′ 59″ N, 11° 54′ 8″ O                      | 30. Dez. 1988 (BLR-LAB 9023) | Ländliches Wohnhaus/Bauernhof | KG: Sankt Lorenzen Bauparzelle: 49/1                                 |
| ja   | Datei hochladen | Hofrichter ID: 17009                                                 | 46° 47′ 13″ N, 11° 53′ 30″ O                     | 14. Okt. 1985 (BLR-LAB 5201) | Ländliches Wohnhaus/Bauernhof | KG: Sankt Lorenzen Bauparzelle: 80, 81                               |
| BW   | Datei hochladen | Innerpfaffenberg mit Zuhaus und Kapelle ID: 17035                    | 46° 44′ 43″ N, 11° 53′ 3″ O                      | 14. Okt. 1985 (BLR-LAB 5201) | Ländliches Wohnhaus/Bauernhof | KG: Sankt Lorenzen Bauparzelle: 365, 367 Grundparzelle: 3037         |
| ja   | Datei hochladen | Jakobstöckl ID: 16997                                                | 46° 44′ 41″ N, 11° 49′ 59″ O                     | 5. März 1990 (BLR-LAB 1190)  | Bildstock | KG: Onach Grundparzelle: 768                                         |
| BW   | Datei hochladen | Jörglmair ID: 17039                                                  | 46° 46′ 10″ N, 11° 53′ 51″ O                     | 14. Okt. 1985 (BLR-LAB 5201) | Ländliches Wohnhaus/Bauernhof | KG: Sankt Lorenzen Bauparzelle: 408, 408/1, 408/2                    |
| BW   | Datei hochladen | Kapelle beim Gschlierer ID: 17034                                    | 46° 44′ 28″ N, 11° 52′ 33″ O                     | 14. Okt. 1985 (BLR-LAB 5201) | Kapelle | KG: Sankt Lorenzen Bauparzelle: 357                                  |
| ja   | Datei hochladen | Kapelle beim Heidenberger ID: 17044                                  | 46° 45′ 36″ N, 11° 55′ 23″ O                     | 14. Okt. 1985 (BLR-LAB 5201) | Kapelle | KG: Sankt Lorenzen Grundparzelle: 3112                               |
| BW   | Datei hochladen | Kapelle beim Oberwelis ID: 17046                                     | 46° 45′ 52″ N, 11° 55′ 53″ O                     | 14. Okt. 1985 (BLR-LAB 5201) | Kapelle | KG: Sankt Lorenzen Grundparzelle: 3887/1                             |
| ja   | Datei hochladen | Kapelle beim Stadler ID: 17027                                       | 46° 47′ 43″ N, 11° 52′ 28″ O                     | 2. Feb. 1955 (MD)            | Kapelle | KG: Sankt Lorenzen Bauparzelle: 304                                  |
| ja   | Datei hochladen | Kapelle im Klosterwald mit Heldenfriedhof ID: 17042                  | 46° 47′ 17″ N, 11° 53′ 9″ O                      | 14. Okt. 1985 (BLR-LAB 5201) | Kapelle | KG: Sankt Lorenzen Bauparzelle: 475 Grundparzelle: 230/1             |
| ja   | Datei hochladen | Kapelle in Moos ID: 17045                                            | 46° 46′ 13″ N, 11° 53′ 45″ O                     | 14. Okt. 1985 (BLR-LAB 5201) | Kapelle | KG: Sankt Lorenzen Grundparzelle: 3402/1                             |
| BW   | Datei hochladen | Kniepasser ID: 17029                                                 | 46° 47′ 24″ N, 11° 52′ 14″ O                     | 14. Okt. 1985 (BLR-LAB 5201) | Ländliches Wohnhaus/Bauernhof in gotischen Formen erbaut. | KG: Sankt Lorenzen Bauparzelle: 314                                  |
| ja   | Datei hochladen | Krüglwirt in Sonnenburg ID: 17022                                    | 46° 47′ 16″ N, 11° 53′ 25″ O                     | 14. Okt. 1985 (BLR-LAB 5201) | Ländliches Wohnhaus/Bauernhof | KG: Sankt Lorenzen Bauparzelle: 283                                  |
| ja   | Datei hochladen | Loretokirche in Maria Saalen ID: 17033                               | 46° 45′ 57″ N, 11° 52′ 2″ O                      | 14. Okt. 1985 (BLR-LAB 5201) | Kirche | KG: Sankt Lorenzen Bauparzelle: 345/2                                |
| ja   | Datei hochladen | Magnuskapelle in Lothen ID: 17025                                    | 46° 47′ 31″ N, 11° 53′ 22″ O                     | 14. Okt. 1985 (BLR-LAB 5201) | Kapelle | KG: Sankt Lorenzen Bauparzelle: 298                                  |
| BW   | Datei hochladen | Mair zu Gasteig mit Kornkasten und Backofen ID: 17018                | 46° 46′ 40″ N, 11° 53′ 46″ O                     | 14. Okt. 1985 (BLR-LAB 5201) | Ländliches Wohnhaus/Bauernhof | KG: Sankt Lorenzen Bauparzelle: 208, 209, 210                        |
| ja   | Datei hochladen | Maisterle ID: 17016                                                  | 46° 46′ 36″ N, 11° 53′ 44″ O                     | 14. Okt. 1985 (BLR-LAB 5201) | Ländliches Wohnhaus/Bauernhof | KG: Sankt Lorenzen Bauparzelle: 203/1                                |
| ja   | Datei hochladen | Maria-Schnee-Kapelle beim Astner ID: 50544                           | 46° 44′ 54″ N, 11° 51′ 33″ O                     | 11. Okt. 2010 (BLR-LAB 1660) | Kapelle | KG: Onach Bauparzelle: 35                                            |
| BW   | Datei hochladen | Maria-Hilf-Kapelle beim Unterguggenberg ID: 16991                    | 46° 46′ 19″ N, 11° 51′ 3″ O                      | 14. Okt. 1985 (BLR-LAB 5201) | Kapelle | KG: Montal Bauparzelle: 25                                           |
| BW   | Datei hochladen | Marienkapelle beim Pichler in Runggen ID: 17031                      | 46° 46′ 50″ N, 11° 52′ 14″ O                     | 14. Okt. 1985 (BLR-LAB 5201) | Kapelle | KG: Sankt Lorenzen Bauparzelle: 320                                  |
| ja   | Datei hochladen | Michelsburg ID: 50213                                                | 46° 46′ 20″ N, 11° 53′ 33″ O                     | 30. März 1996 (BLR-LAB 1267) | Burgruine | KG: Sankt Lorenzen Bauparzelle: 395, 396 Grundparzelle: 3427, 3432/1 |
| ja   | Datei hochladen | Oberhammer in Lothen ID: 17026                                       | 46° 47′ 42″ N, 11° 53′ 19″ O                     | 14. Okt. 1985 (BLR-LAB 5201) | Ländliches Wohnhaus/Bauernhof | KG: Sankt Lorenzen Bauparzelle: 299                                  |
| ja   | Datei hochladen | Ochsenhauser ID: 50523                                               | 46° 47′ 17″ N, 11° 53′ 21″ O                     | 25. Mai 2009 (BLR-LAB 1396)  | Ländliches Wohnhaus/Bauernhof | KG: Sankt Lorenzen Bauparzelle: 287, 288                             |
| ja   | Datei hochladen | Pfarrkirche St. Jakob mit Friedhof ID: 16993                         | 46° 44′ 49″ N, 11° 51′ 49″ O                     | 14. Okt. 1985 (BLR-LAB 5201) | Kirche | KG: Onach Bauparzelle: 27 Grundparzelle: 309                         |
| ja   | Datei hochladen | Pfarrkirche St. Lorenz mit Egererkapelle und Friedhof ID: 16998      | 46° 47′ 0″ N, 11° 54′ 10″ O                      | 14. Okt. 1985 (BLR-LAB 5201) | Kirche | KG: Sankt Lorenzen Bauparzelle: 1, 544 Grundparzelle: 1              |
| ja   | Datei hochladen | Pfarrkirche St. Margareth mit Friedhof ID: 16990                     | 46° 46′ 17″ N, 11° 51′ 31″ O                     | 14. Okt. 1985 (BLR-LAB 5201) | Kirche | KG: Montal Bauparzelle: 11 Grundparzelle: 73                         |
| ja   | Datei hochladen | Pfarrkirche zu den Heiligen Johannes und Paul mit Friedhof ID: 16988 | 46° 46′ 37″ N, 11° 50′ 9″ O                      | 14. Okt. 1985 (BLR-LAB 5201) | Kirche | KG: Ellen Bauparzelle: 35 Grundparzelle: 273                         |
| ja   | Datei hochladen | Pfarrwidum ID: 16999                                                 | 46° 47′ 1″ N, 11° 54′ 10″ O                      | 14. Okt. 1985 (BLR-LAB 5201) | Widum/Kanonikerhaus | KG: Sankt Lorenzen Bauparzelle: 3/1                                  |
| ja   | Datei hochladen | Pitschelin ID: 17013                                                 | 46° 46′ 52″ N, 11° 53′ 24″ O                     | 14. Okt. 1985 (BLR-LAB 5201) | Ländliches Wohnhaus/Bauernhof | KG: Sankt Lorenzen Bauparzelle: 120/1                                |
| ja   | Datei hochladen | Rader ID: 17000                                                      | 46° 47′ 1″ N, 11° 53′ 58″ O                      | 14. Okt. 1985 (BLR-LAB 5201) | Ländliches Wohnhaus/Bauernhof | KG: Sankt Lorenzen Bauparzelle: 26/1                                 |
| ja   | Datei hochladen | Rathaus ID: 17003                                                    | 46° 46′ 58″ N, 11° 54′ 8″ O                      | 17. Okt. 1988 (BLR-LAB 6771) | Verwaltungsbau | KG: Sankt Lorenzen Bauparzelle: 50                                   |
| ja   | Datei hochladen | Schlosser ID: 17011                                                  | 46° 47′ 6″ N, 11° 53′ 32″ O                      | 14. Okt. 1985 (BLR-LAB 5201) | Ländliches Wohnhaus/Bauernhof | KG: Sankt Lorenzen Bauparzelle: 105                                  |
| BW   | Datei hochladen | Schwarzhorn ID: 17015                                                | 46° 46′ 29″ N, 11° 53′ 49″ O                     | 14. Okt. 1985 (BLR-LAB 5201) | Ländliches Wohnhaus/Bauernhof | KG: Sankt Lorenzen Bauparzelle: 191/1                                |
| BW   | Datei hochladen | Söhler ID: 17037                                                     | 46° 46′ 5″ N, 11° 53′ 37″ O                      | 14. Okt. 1985 (BLR-LAB 5201) | Ländliches Wohnhaus/Bauernhof | KG: Sankt Lorenzen Bauparzelle: 379                                  |
| ja   | Datei hochladen | Sonnenburg ID: 17010                                                 | 46° 47′ 8″ N, 11° 53′ 26″ O                      | 14. Okt. 1985 (BLR-LAB 5201) | Kloster | KG: Sankt Lorenzen Bauparzelle: 97                                   |
| ja   | Datei hochladen | Spital mit St.-Johannes-Kapelle ID: 17008                            | 46° 47′ 15″ N, 11° 53′ 28″ O                     | 14. Okt. 1985 (BLR-LAB 5201) | Spital | KG: Sankt Lorenzen Bauparzelle: 78/1, 78/2, 78/3                     |
| ja   | Datei hochladen | St. Agnes in Bad Ramwald ID: 16995                                   | 46° 45′ 45″ N, 11° 50′ 52″ O                     | 14. Okt. 1985 (BLR-LAB 5201) | Kapelle | KG: Onach Bauparzelle: 85                                            |
| BW   | Datei hochladen | St. Margareth in Kniepaß ID: 17028                                   | 46° 47′ 24″ N, 11° 52′ 15″ O                     | 14. Okt. 1985 (BLR-LAB 5201) | Kirche | KG: Sankt Lorenzen Bauparzelle: 313                                  |
| ja   | Datei hochladen | St. Martin ID: 17017                                                 | 46° 46′ 36″ N, 11° 53′ 42″ O                     | 14. Okt. 1985 (BLR-LAB 5201) | Kirche | KG: Sankt Lorenzen Bauparzelle: 204                                  |
| ja   | Datei hochladen | St.-Martin-Straße 1 ID: 50207                                        | St.-Martin-Straße 1 46° 46′ 56″ N, 11° 54′ 10″ O | 24. Nov. 2003 (BLR-LAB 4243) | Ansitz | KG: Sankt Lorenzen Bauparzelle: 62/1, 62/2                           |
| ja   | Datei hochladen | St. Notburga in Hörschwang ID: 16994                                 | 46° 45′ 27″ N, 11° 50′ 52″ O                     | 14. Okt. 1985 (BLR-LAB 5201) | Kirche | KG: Onach Bauparzelle: 76 Grundparzelle: 893                         |
| BW   | Datei hochladen | St. Stephan in Stephansdorf ID: 17041                                | 46° 46′ 7″ N, 11° 55′ 24″ O                      | 14. Okt. 1985 (BLR-LAB 5201) | Kirche | KG: Sankt Lorenzen Bauparzelle: 424                                  |
| ja   | Datei hochladen | Stocker ID: 17007                                                    | 46° 47′ 15″ N, 11° 53′ 32″ O                     | 14. Okt. 1985 (BLR-LAB 5201) | Ländliches Wohnhaus/Bauernhof | KG: Sankt Lorenzen Bauparzelle: 77                                   |
| ja   | Datei hochladen | Überwieser in Sonnenburg ID: 17024                                   | 46° 47′ 23″ N, 11° 53′ 13″ O                     | 14. Okt. 1985 (BLR-LAB 5201) | Ländliches Wohnhaus/Bauernhof | KG: Sankt Lorenzen Bauparzelle: 289                                  |
| BW   | Datei hochladen | Unterlindner in Stephansdorf ID: 17040                               | 46° 46′ 8″ N, 11° 55′ 21″ O                      | 27. Juni 1983 (BLR-LAB 3789) | Ländliches Wohnhaus/Bauernhof | KG: Sankt Lorenzen Bauparzelle: 423/1                                |
| BW   | Datei hochladen | Unterramwalder ID: 16987                                             | 46° 46′ 2″ N, 11° 50′ 48″ O                      | 30. Dez. 1988 (BLR-LAB 9023) | Ländliches Wohnhaus/Bauernhof | KG: Ellen Bauparzelle: 20                                            |
| ja   | Datei hochladen | Villa Kerschbaumer mit Park ID: 17043                                | 46° 46′ 51″ N, 11° 54′ 8″ O                      | 30. Dez. 1988 (BLR-LAB 9023) | Villa/Sommerfrischhaus | KG: Sankt Lorenzen Bauparzelle: 491 Grundparzelle: 727/2             |
| ja   | Datei hochladen | Wastlmair in Fassing ID: 17021                                       | 46° 47′ 29″ N, 11° 53′ 46″ O                     | 14. Okt. 1985 (BLR-LAB 5201) | Ländliches Wohnhaus/Bauernhof | KG: Sankt Lorenzen Bauparzelle: 273                                  |
| ja   | Datei hochladen | Widum bei Heiligkreuz ID: 17019                                      | 46° 47′ 10″ N, 11° 54′ 35″ O                     | 30. Dez. 1988 (BLR-LAB 9023) | Widum/Kanonikerhaus | KG: Sankt Lorenzen Bauparzelle: 211                                  |
| ja   | Datei hochladen | Wiesenegg ID: 17005                                                  | 46° 46′ 56″ N, 11° 54′ 10″ O                     | 17. Juli 1962 (MD)           | Ansitz | KG: Sankt Lorenzen Bauparzelle: 61                                   |
| ja   | Datei hochladen | Wildberg ID: 17001                                                   | 46° 46′ 53″ N, 11° 53′ 56″ O                     | 14. Okt. 1985 (BLR-LAB 5201) | Ansitz | KG: Sankt Lorenzen Bauparzelle: 36/1, 36/2, 36/3, 36/4, 36/5         |

Falls bei einem Baudenkmal keine Koordinaten bekannt sind, werden ersatzweise die Katasterdaten zum Zeitpunkt der Unterschutzstellung angegeben. Diese sind weder offiziell noch zwingend aktuell.
Die vom Landesdenkmalamt übernommenen Adressen können veraltet sein.
| Foto:   | Fotografie des Denkmals. Klicken des Fotos erzeugt eine vergrößerte Ansicht. Daneben finden sich zwei Symbole: |
| ID      | Identifikator beim Südtiroler Landesdenkmalamt                                                                 |
| KG      | Katastralgemeinde                                                                                              |
| MD      | Ministerialdekret                                                                                              |
| BLR-LAB | Beschluss der Landesregierung – Landesausschussbeschluss                                                       |